# オリンピウ・モルタン
オリンピウ・モルタン（Olimpiu Vasile Moruțan，1999年4月25日 - ）は、ルーマニア・クルジュ＝ナポカ出身のサッカー選手。ACピサ1909所属。ルーマニア代表。ポジションはミッドフィールダー。
ルーマニア語で「ț」はtsの発音になるため、名字の発音は「モルツァン」が近い。

## クラブ経歴

### ウニヴェルシタテア・クルジュ
2016年2月26日、16歳の時にリーガ2のCSミオヴェニ戦でプロ初出場を果たした。4月16日、FCオリンピア・サトゥ・マーレ戦でゴールを挙げた。

### ボトシャニ
2016年8月、FCボトシャニに移籍し、10月15日のCSパンドゥリイ・トゥルグ・ジウ戦でリーガ1初出場を果たした。2017年初め頃には、FCステアウア・ブカレストやアタランタBC、PSVアイントホーフェンが獲得に興味を持っていると報じられた。
2017年9月25日、前シーズンのリーグ王者であるFCヴィトルル・コンスタンツァ戦で、移籍後初ゴールを挙げた。

### ステアウア・ブカレスト
2017年12月21日、FCボトシャニとFCステアウア・ブカレストは、2018-19シーズンよりモルタンが移籍することに合意した。移籍金は非公開で、5年契約を結ぶことが発表された。7000万ユーロのバイアウト条項が設定され、モルタン自身も将来の移籍金の一部を受け取る権利がある。
2018年7月21日、AFCアストラ・ジュルジュ戦で移籍後初出場を果たした。7月25日、UEFAヨーロッパリーグ予選のNKルダル・ヴェレニエ戦の1stlegに出場し、欧州カップ戦デビューを飾った。8月2日のNKルダル・ヴぇレニエとの2ndlegでは、ドリブルで数人の相手選手を抜き去りゴールを挙げ、ダニエル・ベンサールのゴールをアシストした。クラブのオーナーであるジジ・ベカリは「数年後にモルタンは本当に素晴らしい選手になるだろう。」と称賛した。8月5日、CSMストゥデンツェスク・ヤシ戦で移籍後初となるリーグ戦での得点を記録した。

### ガラタサライ
2021年8月25日、ガラタサライと5年契約を結んだことが発表された。
2022年8月4日、ACピサ1909に期限付き移籍。

### アンカラギュジュ
2023年8月20日、MKEアンカラギュジュに3年契約で移籍した。
2024年8月31日、ACピサ1909にレンタル移籍した。